# آيت بادو (آيت ماجدن)
آيت بادو هو دُوَّار يقع بجماعة آيت ماجدن، إقليم أزيلال، جهة بني ملال خنيفرة في المملكة المغربية. ينتمي الدوّار لمشيخة آيت ماجدن التي تضم 22 دوار. يقدر عدد سكانه بـ 151 نسمة حسب الإحصاء الرسمي للسكان والسكنى لسنة 2004.

## وصلات خارجية
- البوابة الوطنية للجماعات الترابية
- المندوبية السامية للتخطيط